# Château de la Mosson
Le château de la Mosson, aussi appelé château ou domaine Bonnier de la Mosson, est situé sur le bord de la Mosson, à la limite entre les communes de Montpellier et de Juvignac, en France. Il fait partie des folies montpelliéraines. Propriété de la ville de Montpellier, le domaine est aujourd'hui (2022) à l'abandon et généralement fermé au public, dans l'attente d'un projet de réhabilitation,.

## Historique
Le château a été construit entre 1723 et 1729 par Joseph Bonnier, trésorier des États du Languedoc. Après sa mort prématurée en 1744, sa femme vend la propriété qui est en grande partie démantelée. Le sculpteur Nicolas Sébastien Adam y a travaillé de 1724 à 1726 mais seules les sculptures extérieures lui sont attribuées. Certaines statues sont toujours en place sur le site, mais les plus belles pièces ont été dispersées, en particulier le portail au château de l'Engarran mais aussi certains éléments de ses façades, à Lavérune, à l'Hôtel Haguenot, au château d'O, au château d'Assas, au château de Fontmagne (Castries) et dans les jardins de la Fontaine à Nîmes d'où proviennent la majorité des statues qui y sont présentes.
Les statues restantes et très abîmées ont été copiées par l'artiste américain Allan McCollum, qui en a fait des répliques en polyester (les cinq allégories). Elles ont été installées à Montpellier sur l'Esplanade Charles-de-Gaulle, au niveau du Corum, pour l'inauguration de la ligne n°1 du tramway en 2000.
Acheté par la mairie de Montpellier en 1982 (et géré aujourd'hui par Montpellier Méditerranée Métropole), le domaine a été ouvert au public à partir de 1984 et a fait l'objet depuis de plusieurs campagnes de restauration. Laissé à l'abandon depuis au moins le milieu des années 2010, le domaine est utilisé depuis 2017 comme terrain d'accueil des gens du voyage et donc largement inaccessible au public, à part lors de visites guidées ponctuelles. La Métropole affiche sa volonté de réhabiliter le domaine depuis plusieurs années, mais faute de projet clair et de financements la situation est toujours au point mort en 2022.

## Protection
L'ensemble du domaine, d'une superficie de 16 hectares (bâtiments et sols), comprenant les vestiges du château avec son décor, les sculptures, le buffet d'eau (long de 100 m), les parties restantes des communs, les sols correspondants aux anciens jardins, les terrasses et les degrés — le tout portant les numéros de cadastre LN 12 à 14, 16 à 20, 22, 26, 27, 32, 33, 42, 44 à 49 — fait l’objet d’un classement au titre des monuments historiques depuis le 18 novembre 2003.

### Liens externes

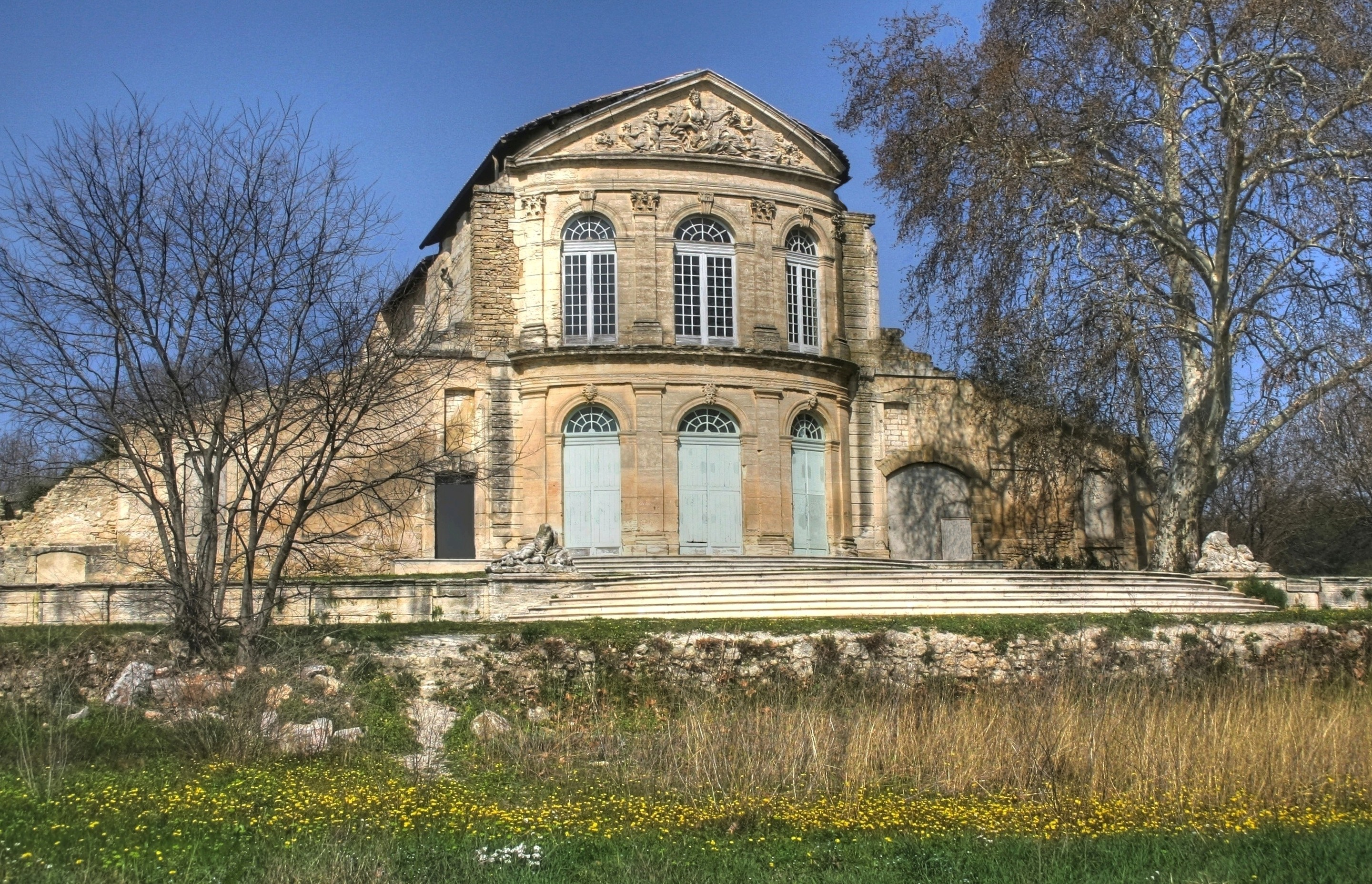
Domaine Bonnier de la Mosson.